# Дамианополис
Дамианополис (порт. Damianópolis) — муниципалитет в Бразилии, входит в штат Гояс. Составная часть мезорегиона Восток штата Гойяс. Входит в экономико-статистический микрорегион Ван-ду-Паранан. Население составляет 3028 человек на 2006 год. Занимает площадь 415,349 км². Плотность населения — 7,3 чел./км².
Праздник города — 14 ноября.

## История
Город основан в 1948 году.

## Статистика
- Валовой внутренний продукт на 2003 год составляет 10 072 015,00 реалов (данные: Бразильский институт географии и статистики).
- Валовой внутренний продукт на душу населения на 2003 год составляет 3193,41 реала (данные: Бразильский институт географии и статистики).
- Индекс развития человеческого потенциала на 2000 год составляет 0,634 (данные: Программа развития ООН).